# Aloe munchii
Aloe munchii là một loài thực vật có hoa trong họ Măng tây. Loài này được Christian mô tả khoa học đầu tiên năm 1951.

## Hình ảnh

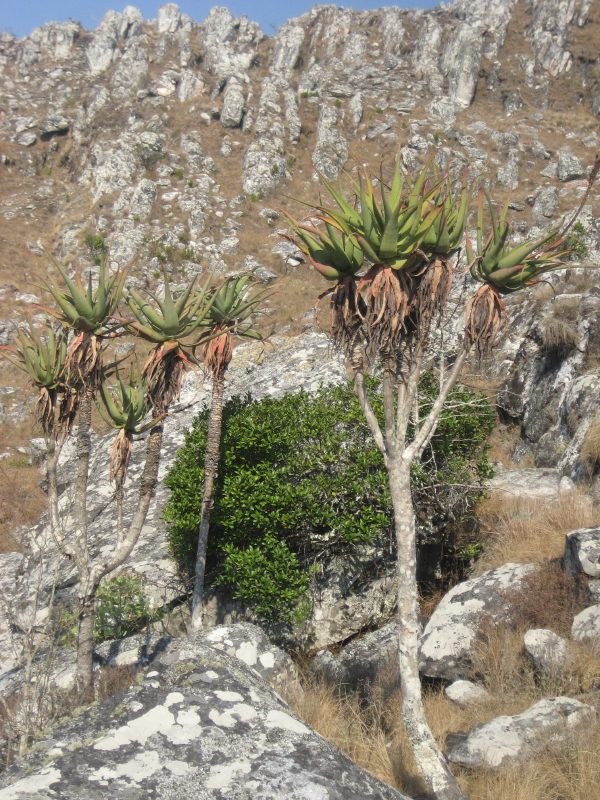
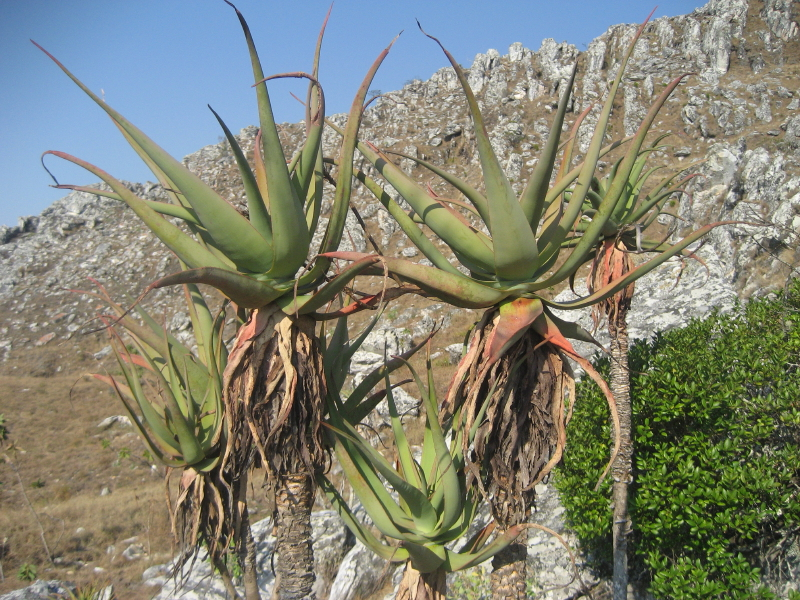
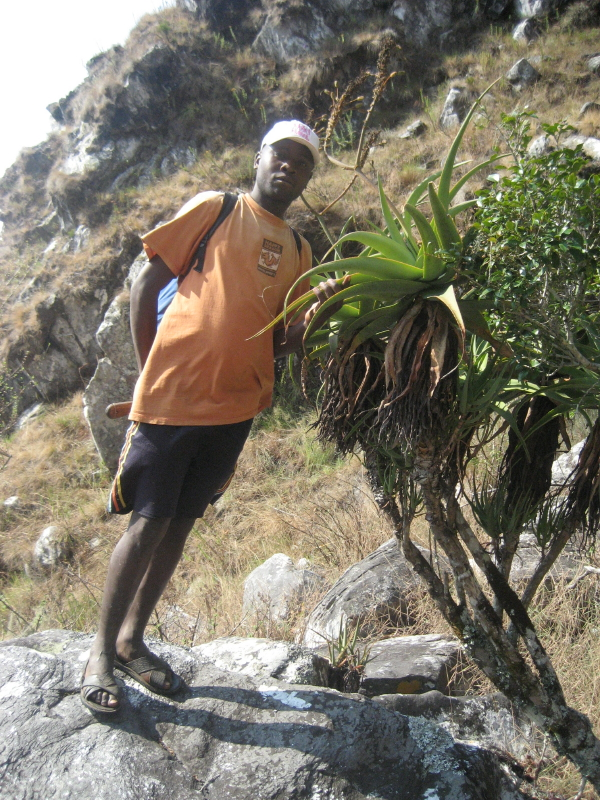
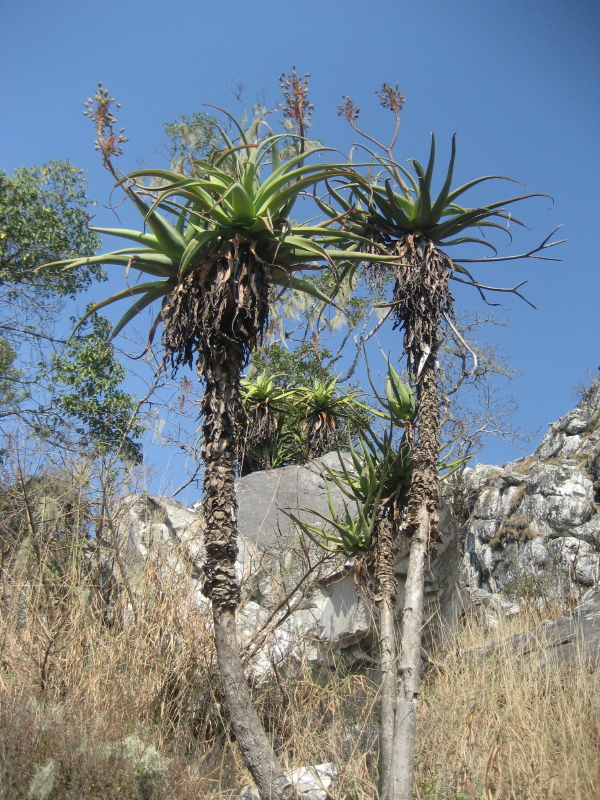